# جورج جليسون
جورج جليسون (بالإنجليزية: George Gleason)‏ هو سباح أمريكي، ولد في 8 أغسطس 1979 في سينت كروا في الولايات المتحدة.

## روابط خارجية
- جورج جليسون على موقع الاتحاد الدولي للسباحة (الإنجليزية)
- جورج جليسون على موقع أوليمبيديا (الإنجليزية)